# Discographie de JLS
Voici la liste des CD officiels commercialisés par le boys band britannique JLS.

## Discographie

### Albums
| Année | Titre                                                                                      | Classement | Classement | Classement | Certifications                        |
| Année | Titre                                                                                      | R-U        | IRL        | EU         | Certifications                        |
| ----- | ------------------------------------------------------------------------------------------ | ---------- | ---------- | ---------- | ------------------------------------- |
| 2009  | JLS' - Sortie : 9 novembre 2009 - Label : Epic - Formats : CD, téléchargement              | 1          | 1          | 8          | - R-U : 4× Platine - IRL : 2× Platine |
| 2010  | Outta This World - Sortie : 22 novembre 2010 - Label : Epic - Formats : CD, téléchargement | 2          | 4          | 10         | - R-U : Platine                       |
| 2011  | Jukebox - Sortie : 14 novembre 2011 - Label : Epic - Formats : CD, téléchargement          | 2          | 5          | -          | - R-U : Platine                       |

### EPs
| Année | Titre                                                                                 |
| ----- | ------------------------------------------------------------------------------------- |
| 2010  | JLS (Version américaine) - Sortie : 3 août 2010 - Label : Jive - Formats : EP digital |

### Singles
| Année | Titre                                 | Classement | Classement | Classement | Certifications | Album            |
| Année | Titre                                 | R-U        | IRL        | EUR        | Certifications | Album            |
| ----- | ------------------------------------- | ---------- | ---------- | ---------- | -------------- | ---------------- |
| 2009  | "Beat Again"                          | 1          | 3          | 6          | - R-U : Or     | JLS              |
| 2009  | "Everybody in Love"                   | 1          | 2          | 4          |                | JLS              |
| 2010  | "One Shot"                            | 6          | 11         | 21         |                | JLS              |
| 2010  | "The Club Is Alive"                   | 1          | 4          | 8          |                | Outta This World |
| 2010  | "Love You More"                       | 1          | 12         | 7          |                | Outta This World |
| 2011  | "Eyes Wide Shut" (feat. Tinie Tempah) | 8          | 14         | —          |                | Outta This World |
| 2011  | "She Makes Me Wanna" (feat. Dev)      | 1          | 2          | —          |                | Jukebox          |
| 2011  | "Take a Chance on Me"                 | 2          | 13         | —          |                | Jukebox          |
| 2012  | "Do You Feel What I Feel ?"           | 16         | 29         | —          |                | Jukebox          |
| 2012  | "Proud"                               | 6          | 28         | —          |                |                  |

#### Participations
| Année | Titre                                                                        | Classement | Classement | Classement | Album            |
| Année | Titre                                                                        | R-U        | IRL        | EUR        | Album            |
| ----- | ---------------------------------------------------------------------------- | ---------- | ---------- | ---------- | ---------------- |
| 2008  | "Hero" (en tant que membre de The X Factor Finalists 2008)                   | 1          | 1          | 8          | Album de charité |
| 2010  | "Everybody Hurts" (en tant que membre de Helping Haiti)                      | 1          | 1          | 4          | Album de charité |
| 2011  | "Wishing on a Star" (The X Factor finalists serie 8 ft JLS et One Direction) | 1          | 1          | 1          | Album de charité |